# 감투빗해파리목
감투빗해파리목 또는 투구해파리목(Lobata)은 유촉수강에 속하는 유즐동물 목의 하나이다. 몸은 납작하고 헬멧모양이며, 2개의 큰 구부는 촉수의 각 옆에 있고, 성체에서는 업의 간폭관이 위에서 직접 생기고 횡수관은 없어진다.

## 하위 과
- Bathocyroidae
- 감투빗해파리과 (Bolinopsidae) - 감투빗해파리 (Bolinopsis rubripunctata) 포함
- Eurhamphaeidae
- ? Kiyohimeidae
- Lampoctenidae
- Leucotheidae
- Lobatolampeidae
- ? Mnemiidae
- Ocyropsidae